# Zamarada griveaudi
Zamarada griveaudi là một loài bướm đêm trong họ Geometridae.